# Zweitwein
Ein Zweitwein ist eine vor allem im Bordelais gängige Art, Wein zu deklarieren und zu verkaufen, der für den großen Wein („Grand Vin“) eines Weingutes qualitativ nicht ganz ausreichend erscheint. Der Zweitwein muss nicht die Ideale des Erstweins anstreben; im Bereich Sauternes sind trockene Zweitweine (oder Drittweine) statt vollsüßer Erstweine verbreitet. 

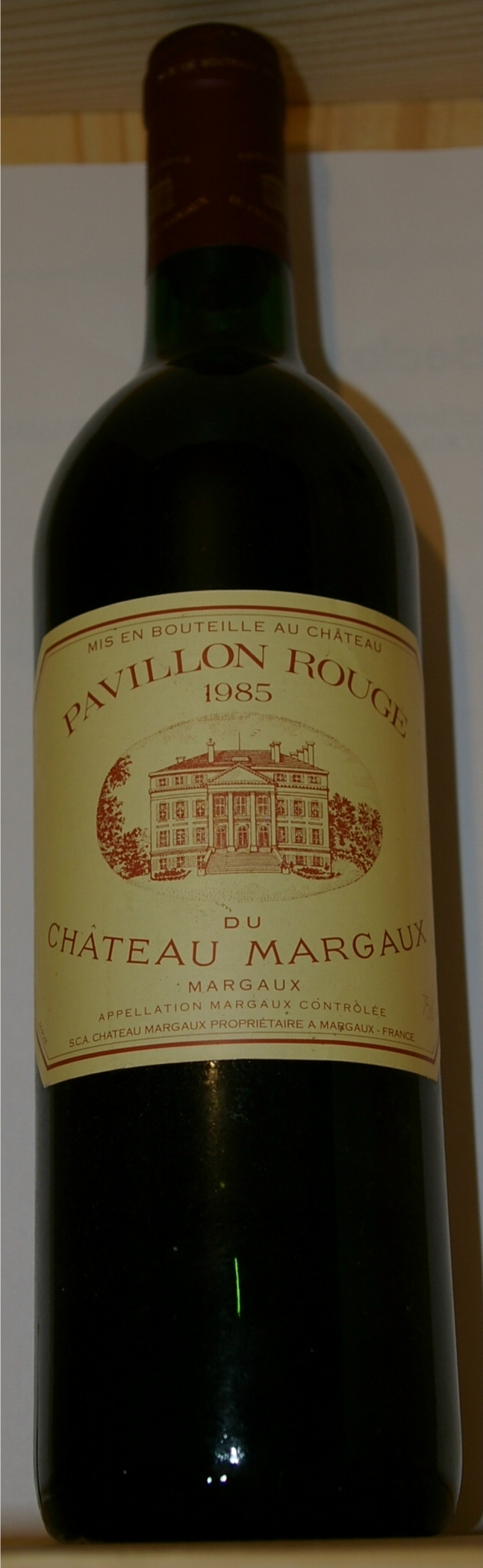
Pavillon Rouge von Margaux

## Vorgehensweise
Nach der Lese werden die Weine zunächst sortenrein ausgebaut und vinifiziert. Nach ca. vier Monaten wird bei den jungen Bordeaux-Weinen die Assemblage bestimmt: die Zusammensetzung der Cuvée, die man aus den verschiedenen Partien für den Erstwein, den Grand Vin erstellen wird. Diese wird zunächst prototypisch durch Variation der Mengen und Qualitäten im Flaschen-Maßstab vorgenommen.
In aller Regel ist die Cuvée-Bestimmung Teamarbeit; mehrere Personen geben ihr Urteil in dieses Verfahren. Es wird verschnitten und probiert, auch viel gerechnet, denn das Ziel ist letztlich ein betriebswirtschaftliches: allen Wein eines Gutes in einen optimalen Mix zu bringen, zum Erzielen eines maximalen Umsatzes aus allen Weinpartien. Aus diesem Verfahren ergibt sich dann, welche Großgebinde anteilig in welchen Mengenzusammensetzungen in den Verschnitt des Ersten Weines eingehen werden.
Die „verbleibenden“ Partien bzw. Mengen werden indirekt hierdurch „deselektioniert“, sie bilden die Auswahlmenge für den Zweitwein, die den gleichen Prozess durchläuft. Auch sie enthält keinen schlechten Wein. Dieser Wein wird gleichfalls sorgfältig assembliert und für den späteren Verkauf durch die Barrique-Lagerung vorbereitet: der Zweitwein.

## Drittweine
In manchen Gütern wird sogar in drei Kategorien unterschieden. Dort wird auch ein Drittwein erzeugt. Das berühmte Premier Cru-Gut Château Latour in Pauillac z. B. fertigt als Ersten Wein den Château Latour eines Jahres, dann den Zweitwein „Les Forts de Latour“, der mittlerweile auf dem Niveau eines Cru Classé angekommen ist, und aus den Partien, die nicht in den Zweitwein gehen sollen, wird ein Wein mit der Bezeichnung „Pauillac de Latour“ hergestellt, der immer noch aufgrund der hochklassigen Herstellung viele Weine in seinem Umfeld qualitativ schlagen kann. Dieser Drittwein ist bei genauer Betrachtung eigentlich ein Zweitwein, da er (sehr ähnlich fast allen anderen Zweitweinen) aus den jungen Pflanzen des Hauptweinberges stammt, während der Wein „Les Forts de Latour“ auf separaten Flächen erzeugt wird, die außerhalb liegen. Das Weingut selbst vermeidet die Begriffe Zweit- und Drittwein, positioniert jedoch die Weine preislich entsprechend.
Die Namen zu Zweitweinen sind auch auf anderen Gütern verwirrend. Sehr viele „Anfänger“ in Bezug auf Bordeauxweine z. B. denken, der in vielen Supermärkten erhältliche „Mouton Cadet“ sei der Zweitwein von Château Mouton-Rothschild. Er wäre allerdings sogar als „Drittwein“ nicht korrekt betitelt, und ist in keiner Weise dem „Drittwein“ Pauillac de Latour vergleichbar, weder in Preis noch in Qualität noch in der Art seines Entstehens.
Mouton Cadet wird in gewaltigen Mengen (und hierfür noch in ganz beachtlicher Qualität) aus zugekauften Trauben bereitet. Der Cadet-Wein wird in einer riesigen „Wein-Fabrik“ zwar auf der Medoc-Halbinsel, jedoch weit abseits der klassifizierten Güter gefertigt. Lediglich die Eigentümerschaft ist identisch zum Gut Mouton-Rothschild. Der Zweitwein ist auch nicht der Wein von Château d’Armailhac; dies ist ein zu Mouton benachbartes Gut, das vor Jahrzehnten von der Rothschild-Familie erworben wurde und seit alters her ebenso ein Grand-Cru-Gut ist, jedoch in niedrigerem Rang als Mouton stehend. Der Zweitwein von Chateau Mouton ist der oft nur in geringen Mengen zu erhaltende „Petit Mouton“. Selbst auf Château d’Armailhac wird kein eigener Zweitwein gefertigt.
Wenn man zu diesen vielen Namen und Gütern noch die benachbarten „anderen“ Rothschild-Güter nimmt (von Château Lafite-Rothschild), dann wird die Auswahl noch unübersichtlicher:
Zur Lafite-Gruppe gehören
- das Château Duhart-Milon-Rothschild (wie Lafite ebenso ein Grand-Cru-Classé-Gut),
- das „bürgerliche“ Château Clarke im Nachbarort Listrac,
- der Zweitwein von Duhart-Milon Moulin de Duhart,
- der Zweitwein „Carruades de Lafite“ vom Château Lafite selbst.

Somit hat Lafite zwar einen echten Zweitwein, jedoch keinen Drittwein.
Selbst auf bürgerlichen Gütern gibt es starke Differenzierungen, ein Beispiel sei das Château La Tour de By in Begadan, wo bis zu vier verschiedene Weine gefertigt werden, als Besonderheit (nur in den besten Jahren) eine Spezialcuvée, die in der Qualität noch oberhalb des „Grand Vin“ von La Tour de By liegt.

## Mögliche Arten und Gründe der Deselektion
Das Deselektionieren kann Partien beiseite sortieren,
1. deren Reben noch nicht lange genug tragen, da die Pflanzen noch nicht alt genug sind nach Neubepflanzung einer Fläche und erst noch qualitativ besser tragen müssen,
2. oder der Zweitwein enthält Weine, die aus klimatischen oder mikro-klimatischen Gründen in einem Jahr nicht ganz ausreifen konnten (dieses geschieht sehr oft beim kritischen Petit Verdot),
3. oder es sind durchaus sehr gute Partien, die aus Gründen einer „typischen“, möglichst wiedererkennbaren Geschmacksrichtung in einem bestimmten Jahr zwar für sich allein sehr gut ausgefallen sein mochten, die aber für den Großen Wein nicht mehr benötigt werden (z. B., weil der Grand Vin schon „genug“ besten Merlot enthält),
4. Marketing und Verknappungsstrategien.

Denn Zweitweine erreichen in aller Regel nicht einmal den halben Preis des Ersten Weines. Dennoch aber gibt es Umstände, die auch einen Zweitwein in massive Preisregionen katapultieren können: in der Subskription des extrem guten Jahres 2000 war als Beispiel der Zweitwein des Château Léoville-las-Cases, der „Clos du Marquis“, so sehr begehrt, dass Händler auch den Zweitwein für einen dreistelligen Flaschenpreis anbieten konnten.

## Verzicht auf einen Zweitwein
Es gibt auch Güter, die auf die qualitativen Steuerungsmöglichkeiten der Mehr- und Mindermengen zwischen Erst- und Zweitweinen komplett verzichten: hierzu gehört das Château d’Yquem. Aber auch hier wird selektiert: Entweder gibt es in einem Jahr einen Großen Wein von hoch anspruchsvoller, exzellenter Qualität, oder das Jahr ist nicht so sehr gut ausgefallen, dann ist eben der Wein so, wie er ist, weniger exzellent, oder es gibt ihn eben nicht: per Entscheidung der Direktion. Es ist bekannt, dass einzelne Jahre des Yquem nicht in den Handel gelangten, weil es für das Gut wichtiger war, den Ruf eines exzellenten Weines zu bewahren, als dass „minderwertiger“ Wein unter dem Namen Yquem gehandelt werde. Der Wein wird dann als einfacher „AOC Sauternes“ (in diesem Fall ohne Namensnennung Yquem) in den Handel zum weiteren Ausbau, Verschneiden und Flaschenfüllen verkauft. Diese Strategie des „Alles oder Nichts“ betreiben auch einige sogenannte „Garagenweingüter“ mit Rotweinen.

## Eine Liste der bekannten Zweitweine des Médoc
War es ursprünglich nicht möglich, auf einem einzigen Weingut verschiedene Gutsabfüllungen anzubieten, darf seit Januar 1993 der Zweitwein ebenfalls den Namenszusatz Château oder Domaine führen. Zum Beispiel darf der Zweitwein von Château Brane-Cantenac auch die Namen Château Notton oder Domaine de Fontarney führen.

### Premiers Grands Crus
| Weingut                   | Appellation      | Zweitwein                                               |
| ------------------------- | ---------------- | ------------------------------------------------------- |
| Château Haut-Brion        | Pessac in Graves | Le Clarence de Haut-Brion (vor 2007: Bahans Haut-Brion) |
| Château Lafite-Rothschild | Pauillac         | Carruades de Lafite                                     |
| Château Latour            | Pauillac         | Les Forts de Latour                                     |
| Château Margaux           | Margaux          | Pavillon Rouge du Château Margaux                       |
| Château Mouton-Rothschild | Pauillac         | Le Petit Mouton                                         |

### Deuxièmes Grands Crus
| Weingut                                        | Appellation      | Zweitwein                                                     |
| ---------------------------------------------- | ---------------- | ------------------------------------------------------------- |
| Château Brane-Cantenac                         | Cantenac-Margaux | Baron de Brane (ehem.: Château Notton, Domaine de Fontarney)  |
| Château Cos d’Estournel                        | Saint-Estèphe    | Les Pagodes de Cos                                            |
| Château Ducru-Beaucaillou                      | Saint-Julien     | La Croix de Beaucaillou                                       |
| Château Durfort-Vivens                         | Margaux          | Segond de Durfort (ehem.: Domaine de Curé-Bourse)             |
| Château Gruaud-Larose                          | Saint-Julien     | Sarget de Gruaud Larose                                       |
| Château Lascombes                              | Margaux          | Chevalier de Lascombes (ehem.: Château Segonnes, La Gombaude) |
| Château Léoville-Barton                        | Saint-Julien     | La Réserve de Léoville Barton                                 |
| Château Léoville-Poyferré                      | Saint-Julien     | Moulin-Riche                                                  |
| Château Léoville-las-Cases                     | Saint-Julien     | Clos du Marquis                                               |
| Château Montrose                               | Saint-Estèphe    | La Dame de Montrose                                           |
| Château Pichon-Longueville-Comtesse de Lalande | Pauillac         | Réserve de la Comtesse                                        |
| Château Pichon-Longueville-Baron               | Pauillac         | Les Tourelles de Pichon                                       |
| Château Rauzan-Ségla                           | Margaux          | Ségla                                                         |
| Château Rauzan-Gassies                         | Margaux          | Chevalier de Rauzan-Gassies                                   |

### Troisièmes Crus
| Weingut                         | Appellation        | Zweitwein                                                  |
| ------------------------------- | ------------------ | ---------------------------------------------------------- |
| Château Boyd-Cantenac           | Cantenac-Margaux   | Jacques Boyd                                               |
| Château Calon-Ségur             | Saint-Estèphe      | Marquis de Ségur                                           |
| Château Cantenac-Brown          | Cantenac-Margaux   | Brio de Cantenac Brown (ehem.: Cannuet, Lamartine)         |
| Château Desmirail               | Margaux            | Initial de Desmirail                                       |
| Château Ferrière                | Margaux            | Les Remparts de Ferrière                                   |
| Château Giscours                | Labarde-Margaux    | La Sirène de Giscours (ehem.: Cantelaude)                  |
| Château d’Issan                 | Cantenac-Margaux   | Blason d’Issan (ehem.: Candal)                             |
| Château Kirwan                  | Cantenac-Margaux   | Les Charmes de Kirwan                                      |
| Château Lagrange                | Saint-Julien       | Les Fiefs de Lagrange                                      |
| Château La Lagune               | Ludon / Haut-Médoc | Moulin de La Lagune (ehem.: Ludon-Pomiès-Agassac)          |
| Château Langoa-Barton           | Saint-Julien       | Lady Langoa                                                |
| Château Malescot Saint-Exupéry  | (Margaux)          | La Dame de Malescot (ehem.: De Loyac, Domaine du Balardin) |
| Château Marquis d’Alesme-Becker | Margaux            | Marquis d’Alesme                                           |
| Château Palmer                  | Cantenac-Margaux   | Alter Ego de Palmer (ehem.: Réserve du Général)            |

### Quatrièmes Crus
| Weingut                         | Appellation                | Zweitwein                                                        |
| ------------------------------- | -------------------------- | ---------------------------------------------------------------- |
| Château Beychevelle             | Saint-Julien               | Amiral de Beychevelle                                            |
| Château Branaire-Ducru          | Saint-Julien               | Duluc de Branaire-Ducru                                          |
| Château Duhart-Milon-Rothschild | Pauillac                   | Moulin de Duhart                                                 |
| Château Lafon-Rochet            | Saint-Estèphe              | Les Pèlerins (ehem.: Le Numéro 2) de Lafon-Rochet                |
| Château La Tour-Carnet          | Saint-Laurent / Haut-Médoc | Les Douves de Carnet                                             |
| Château Marquis de Terme        | Margaux                    | Domaine des Gondats (Bordeaux Supérieur)                         |
| Château Pouget                  | Cantenac-Margaux           | Antoine Pouget                                                   |
| Château Prieuré-Lichine         | Cantenac-Margaux           | Le Cloître du Château Prieuré-Lichine (ehem.: Clairefont)        |
| Château Saint-Pierre            | Saint-Julien               | Esprit de Saint-Pierre (ehem.: Clos de Uza, Saint-Louis-le-Bosq) |
| Château Talbot                  | Saint-Julien               | Connétable de Talbot                                             |

### Cinquièmes Crus
| Weingut                        | Appellation     | Zweitwein                                                        |
| ------------------------------ | --------------- | ---------------------------------------------------------------- |
| Château d’Armailhac            | Pauillac        | Hat keinen Zweitwein, Rest geht in den Markenwein Mouton Cadet   |
| Château Cantemerle             | Haut-Médoc      | Les Allées de Cantemerle (ehem.: Baron Villeneuve de Cantemerle) |
| Château Belgrave               | Haut-Médoc      | Diane de Belgrave                                                |
| Château Clerc-Milon-Rothschild | Pauillac        | Hat keinen Zweitwein, Rest geht in den Markenwein Mouton Cadet   |
| Château Cos Labory             | Saint-Estèphe   | Le Charme de Cos Labory                                          |
| Château Croizet-Bages          | Pauillac        | Richebon (ehem.: Enclos de Moncabon)                             |
| Château Dauzac                 | Labarde-Margaux | Labarde                                                          |
| Château Grand-Puy-Ducasse      | Pauillac        | Prélude à Grand-Puy Ducasse (ehem.: Artigues-Arnaud)             |
| Château Grand-Puy-Lacoste      | Pauillac        | Lacoste-Borie                                                    |
| Château Haut-Bages-Libéral     | Pauillac        | La Chapelle de Bages                                             |
| Château Haut-Batailley         | Pauillac        | La Tour l’Aspic                                                  |
| Château Lynch-Bages            | Pauillac        | Haut-Bages-Averous                                               |
| Château Pédesclaux             | Pauillac        | Sens de Pédesclaux                                               |
| Château Pontet-Canet           | Pauillac        | Les Hauts de Pontet                                              |
| Château du Tertre              | Arsac-Margaux   | Les Hauts du Tertre                                              |

## Eine Liste der bekannten Zweitweine des Sauternes

### Die erstklassierten Gewächse
| Weingut                     | Appellation | Zweitwein                                |
| --------------------------- | ----------- | ---------------------------------------- |
| Château La Tour Blanche     | Sauternes   | Les Charmilles de Tour Blanche           |
| Château Lafaurie-Peyraguey  | Sauternes   | La Chapelle de Lafaurie-Peyraguey        |
| Château Clos Haut-Peyraguey | Sauternes   | La Gourmandise de Clos Haut-Peyraguey    |
| Château de Rayne-Vigneau    | Sauternes   | Madame de Rayne                          |
| Château Suduiraut           | Sauternes   | Castelnau de Suduiraut                   |
| Château Coutet              | Sauternes   | Chartreuse de Coutet                     |
| Château Climens             | Sauternes   | Cyprès de Climens                        |
| Château Guiraud             | Sauternes   | Le Dauphin de Guiraud                    |
| Château Rieussec            | Sauternes   | Carmes de Rieussec (ehem.: Clos la Bere) |
| Château Sigalas-Rabaud      | Sauternes   | Lieutenant de Sigalas                    |

### Die zweitklassierten Gewächse
| Weingut                  | Appellation | Zweitwein                                 |
| ------------------------ | ----------- | ----------------------------------------- |
| Château Doisy-Dubroca    | Sauternes   | La Demoiselle de Doisy                    |
| Château Doisy-Védrines   | Sauternes   | Château Petit Védrines                    |
| Château d’Arche          | Sauternes   | Prieuré d’Arche (vormals Cru de Braneyre) |
| Château Filhot           | Sauternes   | Château Pineau de Rey                     |
| Château Nairac           | Sauternes   | Esquisse de Nairac                        |
| Château Caillou          | Sauternes   | Les Erables de Caillou                    |
| Château de Malle         | Sauternes   | Saint-Hélène                              |
| Château Romer du Hayot   | Sauternes   | Château Andoyse du Hayot                  |
| Château Lamothe          | Sauternes   | Les Tourelles de Lamothe                  |
| Château Lamothe-Guignard | Sauternes   | L’ouest de Lamothe-Guignard               |